# Danske krøniker
Danske krøniker, annaler og historiske værker fra Middelalderen. Disse bøger, samt værker, og andre, former et basiskendskab til den tidlige Danmarkshistorie.
Denne liste er ikke komplet, og vil sandsynligvis aldrig blive det.

## Krøniker og Historiske værker
- Roskildekrøniken (latin: Chronicon Roskildense)
- Chronicon Lethrense (Lejrekrøniken)
- Brevis Historia Regum Dacie (Sven Aggesens Danmarkshistorie)
- Gesta Danorum (Saxos Danmarkshistorie)
- Chronica Jutensis (Jyske Krønike)
- Compendium Saxonis (Saxo kompendia i Jyske Krønike)
- Sjællandske Krønike: Ældre  Sjællandske Krønike (1028-1307) & Yngre Sjællandske Krønike (1308-1366)
- Skibbykrøniken 1047-1534
- Den danske Rimkrønike 1495
- Danmarks Riges Krønike, ved Arild Huitfeldt

## Annaler
- Annales ad annum 1290 perducti (Annalistiske Noter, der ender 1290)
- Annales Albiani
- Annales Colbazenses 1130-1177 (Colbaz-årbogen)
- Annales Dano-Suecani 916-1263 (Dansk-Svensk årbog 916-1263)
- Annales Essenbecenses (Essenbæk-årbogen)
- Annales Lundenses (Lunde-årbogen)
- Annales Nestvedienses 821-1300 (Den Yngre Næstved årbog)
- Annales Nestvedienses 1130-1228 (Den Ældre Næstved årbog)
- Annales Ripenses (Ribe årbogen)
- Annales Ryenses (Ryd årbogen)
- Annales Scanici (Skaanske årbog)
- Annales Sorani ad 1268 tidligere også omtalt som Annales Slesuicenses
- Annales Sorani 1130-1300 (Den Yngre Sorø årbog)
- Annales Sorani 1202-1347 (Den Ældre Sorø årbog)
- Annales Waldemariani (Valdemar årbogen)
- Annales 67 –1287
- Annales 980-1286
- Annales 841-1006
- Annales 1095-1194
- Annales 1098-1325
- Annales 1101-1313 (Annaludtog 1101-1313)
- Annales 1246-1265
- Annales 1259-1286
- Annales 1275-1347 (Årbogfragment 1275-1347)
- Ex Annalibus Dano-Suecani 826-1415 (Dansk-Svensk årbog 826-1415)
- Collectanea Petri Olai (Franciskanermunken Peder Olsens Collectanea)

## Lovbøger
- Jyske Lov
- Valdemars Sjællandske Lov
- Eriks Sjællandske Lov
- Skånske Lov

## Lister
- Series Regum Danie ex Necrologio Lundensi
- Catalogus Regum Danie
- Series ac breuior historia regum Danie
- Reges Danorum
- Nomina Regum Danorum
- Wilhelmi Abbatis Genealogia Regum Danorum
- Incerti Auctoris Genealogia Regum Daniæ
- Liber Census Daniæ (Kong Valdemars Jordebog)